# بطولة ميث لكرة القدم 1997
بطولة ميث لكرة القدم 1997 (بالإنجليزية: 1997 Meath Senior Football Championship)‏ هو موسم من بطولة ميث لكرة القدم ‏، كانت النسخة 105 من دوري كرة القدم للأندية التي تقع في مقاطعة ميث في أيرلندا. فاز فيه Navan O'Mahonys GAA ‏.